# Московская детская железная дорога
Московская детская железная дорога (иногда называют Малая московская железная дорога, или Кратовская детская железная дорога) — детская железная дорога (узкоколейная) между городом Жуковским и поселком Кратово Московской области.
Является учебным предприятием, предназначенным для погружения школьников в железнодорожное дело, представляющим собой настоящую железную дорогу со всем её техническим оснащением. Единственное отличие от «большой» железной дороги — ширина колеи.
Движение поездов осуществляется с конца мая по конец августа. 

## История
Решение о создании Детской железной дороги было принято в октябре 1935 года на слете школьников Раменского и Быковского района. После окончания учебного года, 24 июня 1936 года, пионеры начали строительство своей дороги, причем все работы выполняли сами. На тяжелых участках им помогали комсомольцы Раменского и Ухтомского районов. Они же взялись сделать капитальный ремонт трех деревянных пассажирских вагонов и паровоза, получившего на ДЖД обозначение ВЛ-1. Первая очередь дороги была сдана 7 ноября 1936 года.
Московская детская железная дорога была торжественно открыта 2 мая 1937 года. Первый набор учеников прошел в 1936 году, в мае 1937 года у юных железнодорожников началась первая производственная практика.
После Великой Отечественной войны детскую железную дорогу восстановили, работы закончили в 1947 году.
В 2005 году была проведена полная реконструкция — был заменен путь, построен ангар для вагонов, полностью сменен подвижной состав и построена спортивная площадка.

## Инфраструктура
В настоящее время по линии детской железной дороги проходит граница между городом Жуковским и посёлком Кратово.
На линии две станции — «Юность» (историческое название «Путь Ильича») и «Пионерская» (историческое название «Культбаза») — обе конечные, и две промежуточные платформы «Школьная» и «Детская». Платформа «Детская» открыта в 2006 году и является остановкой по заявке для посадки детей из ДОЛ «Кратово».
Станция «Юность» находится к югу от платформы Отдых Рязанского направления МЖД. От неё линия идёт параллельно путям Рязанского хода, пересекая улицу Дзержинского (Жуковский), затем поворачивает на юг. За поворотом располагается платформа «Детская», далее линия пересекает улицу Молодцова (Кратово) и далее идёт вдоль Нижегородской улицы, пересекая ещё ряд улиц посёлка Кратово. За платформой «Школьная» поворот на юго-восток, линия продолжается параллельно улице Гринчика, затем сворачивает на северо-восток вглубь Кратово и заканчивается станцией «Пионерская» на берегу Кратовского озера в парке культуры и отдыха. Вблизи станции «Пионерская» расположена платформа «Кратово» Рязанского направления МЖД.

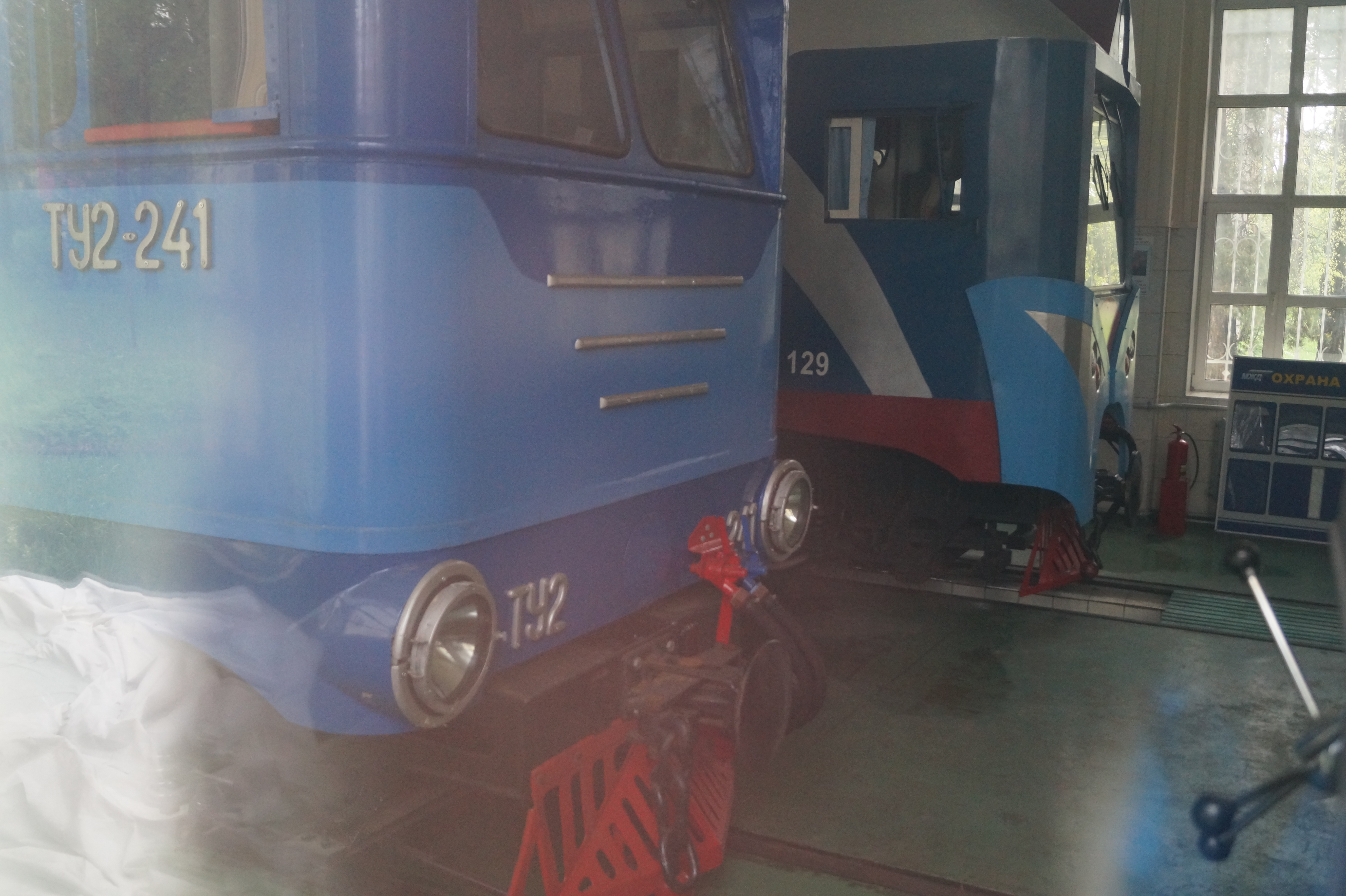
Тепловоз ТУ2-241 и ТУ2-129 в локомотивном депо

В 2018 году на дорогу поступил новый тепловоз Камбарского машиностроительного завода ТУ10-032, отправлен на ремонт ТУ2-078, вместо которого прислан отремонтированный ТУ2-241.

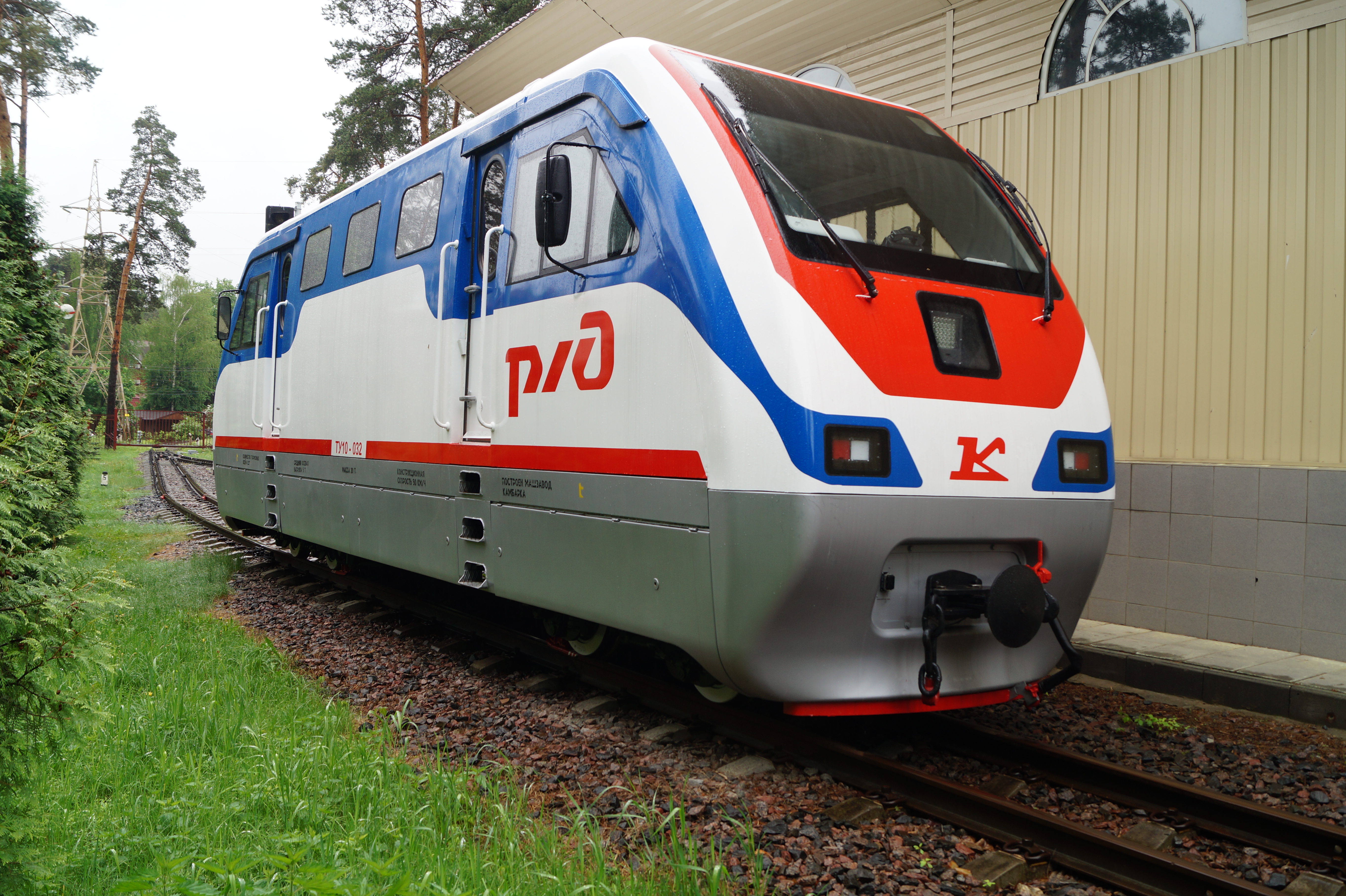
Тепловоз ТУ10-032

## Обучение
К обучению на детской железной дороге принимаются ребята с 5-го по 8-й класс. После подачи заявления будущие юные железнодорожники распределяются по сменам. С октября по май ребята посещают теоретические кружки по годам обучения. На первом и втором году изучается общий курс железных дорог в своих сменах: охрана труда, значения железнодорожных сигналов, профессии проводника, контролера, диктора, старшего стрелочника, стрелочника, дежурного по перрону, дежурного по переезду, дежурного по отправлению, монтера пути, осмотрщика вагонов, старшего и главного кондуктора, бригадира поезда, бригадира пути, сигналиста, дежурного по платформе Школьная, оператора при дежурном по станции. С третьего года юные железнодорожники могут выбрать изучение одной или нескольких более сложных профессий: начальник поезда, электромеханик СЦБ, поездной вагонный мастер, дорожный мастер, заместитель начальника смены, дежурный по станции или помощник машиниста тепловоза. С четвертого года обучения и старше ребята могут добавить одни из самых сложных специальностей на железной дороге — машинист тепловоза, начальник смены, поездной диспетчер. Для того, чтобы приступить к летней производственной практике, в мае ребята сдают зачёты по охране труда и пройденным курсам. Теоретические занятия проходят в учебных классах здания управления дороги в поселке Кратово раз в неделю, их продолжительность 60 минут (ранее занятия проводили и в филиалах в г. Москве (Центральный дом детей железнодорожников), а также в кружке «Юный железнодорожник» в Московском институте инженеров транспорта). Во время летней практики с конца мая по конец августа рабочий день начинается в 9 утра со сдачи табелей начальникам смен, которые назначают юных железнодорожников на должности — каждый день ребята меняют профессии. На лето составляется график работы смен. Таким образом, юные железнодорожники выходят на практику не каждый день, а в дни работы своей смены. Для засчитывания практики и перехода на следующий год обучения необходимо отработать не менее 8 дней практики.

## Движение поездов
Сезон движения поездов начинается в конце мая и заканчивается в последнее воскресенье августа. С 27 мая 2015 года Московская детская железная дорога работает 5 дней в неделю — со среды по воскресенье, с 26 июня 2024 года дорога работает 4 дня в неделю - с четверга по воскресенье.. По дороге курсирует фирменный поезд «Малая Московская железная дорога» состоящий из шести вагонов и тепловоза ТУ2-241, ТУ10-032 или ТУ2-129. Первый поезд отправляется со станции Пионерская в 11:00, поезда следуют с интервалами 1 час. В день следует от 4 до 5 пар поездов. 

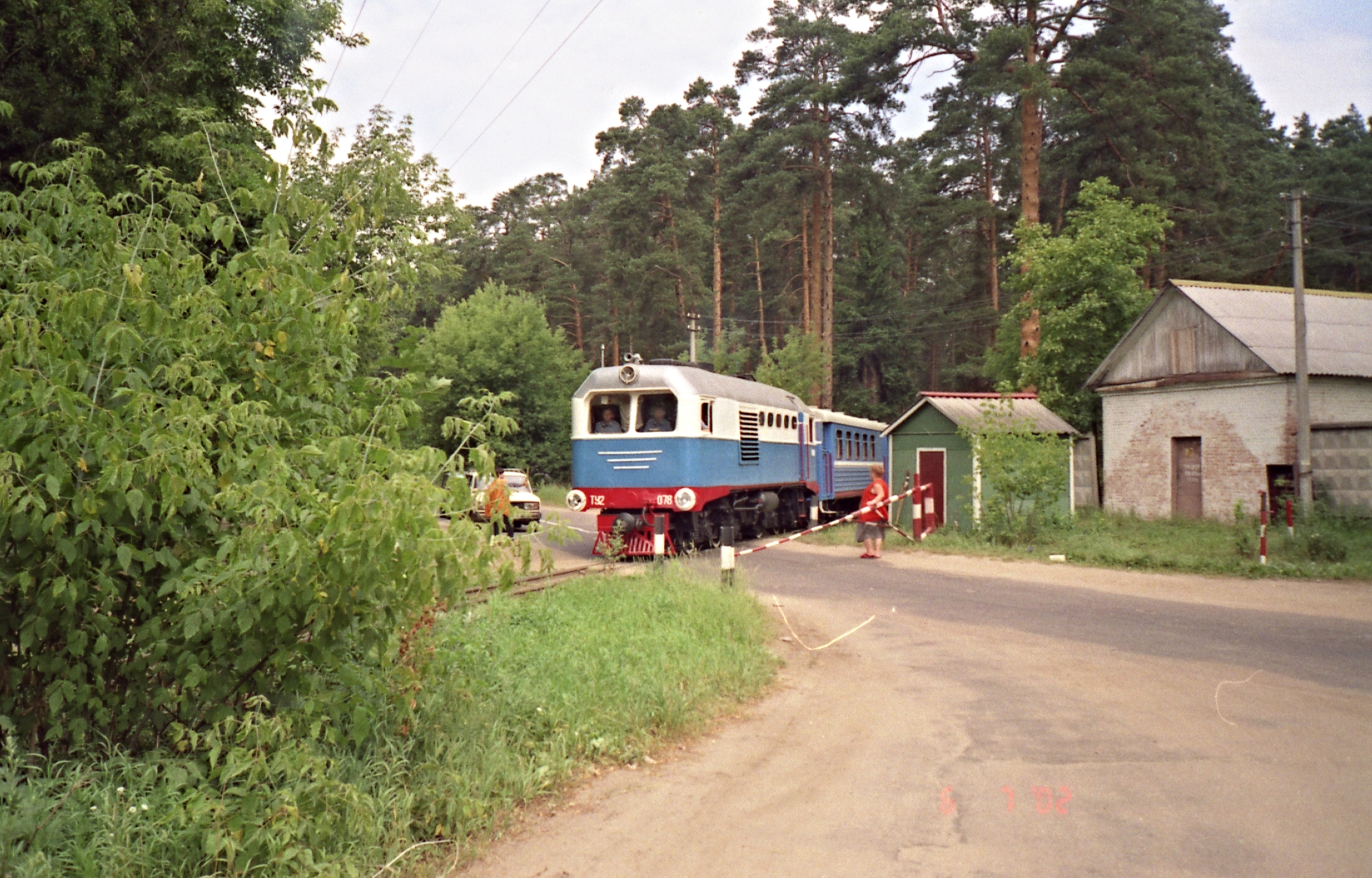
Поезд в 2002 году
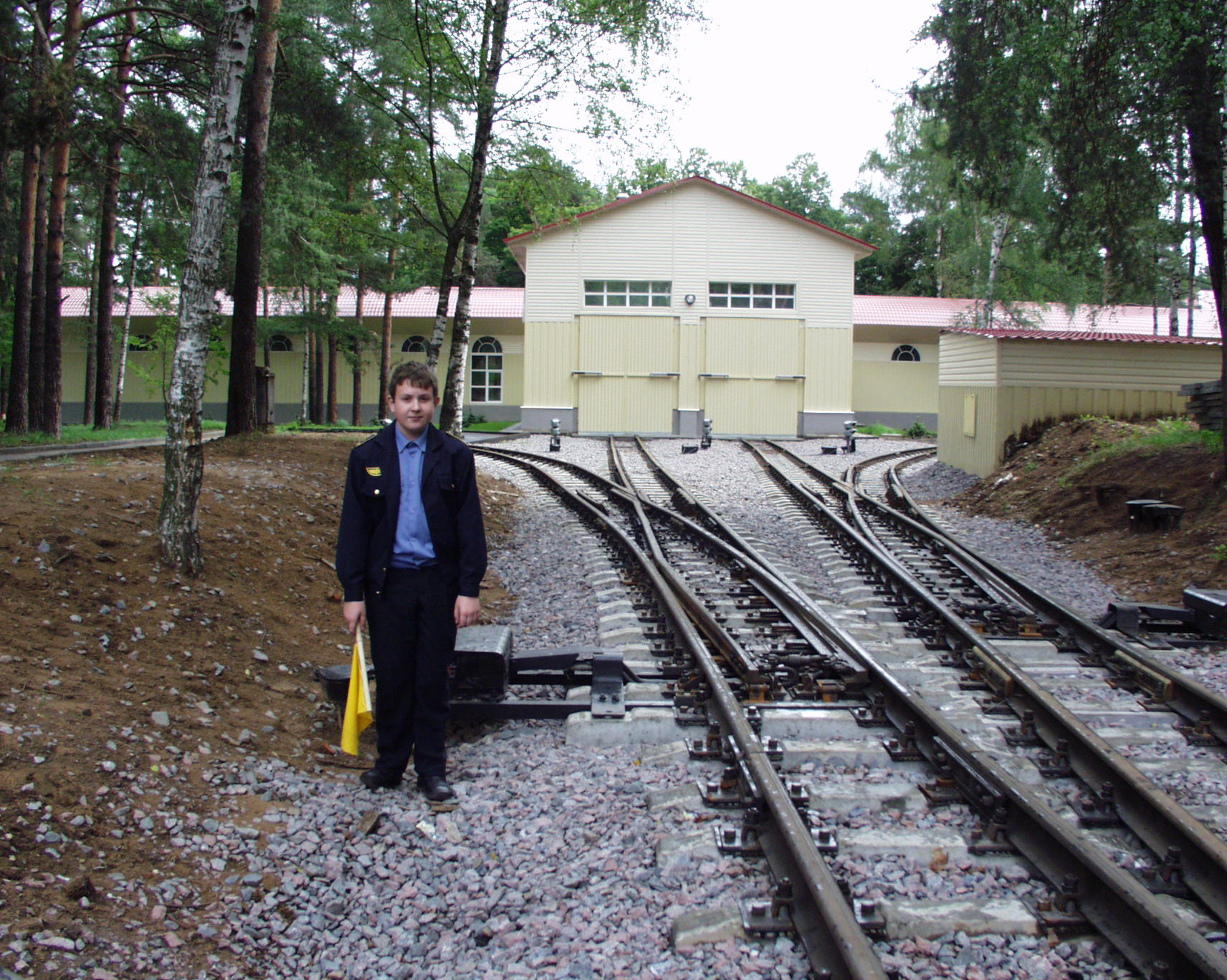
Дежурный по стрелочному посту
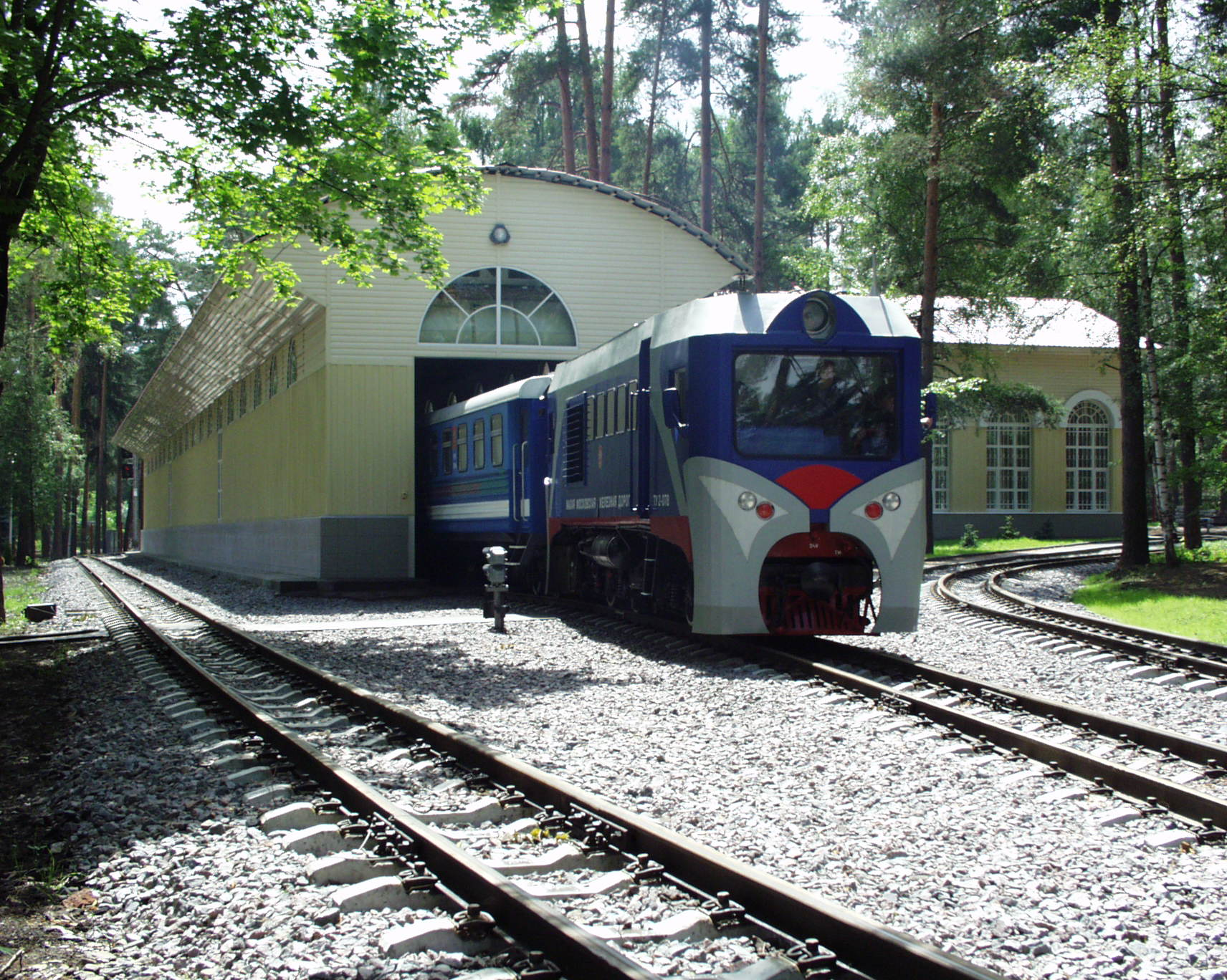
Тепловоз ТУ2-078
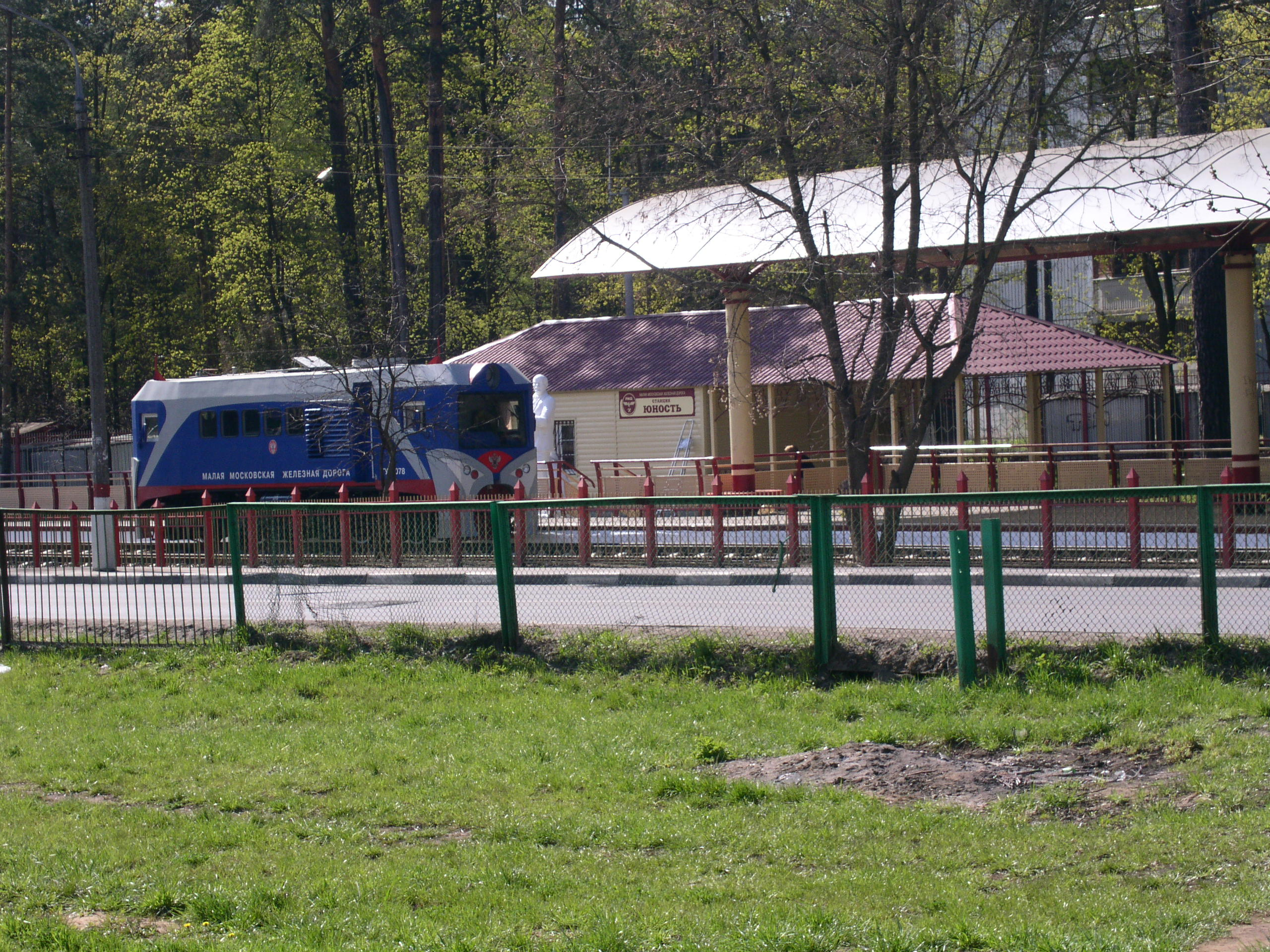
Станция «Юность» Малой Московской детской железной дороги (напротив пл. Отдых)
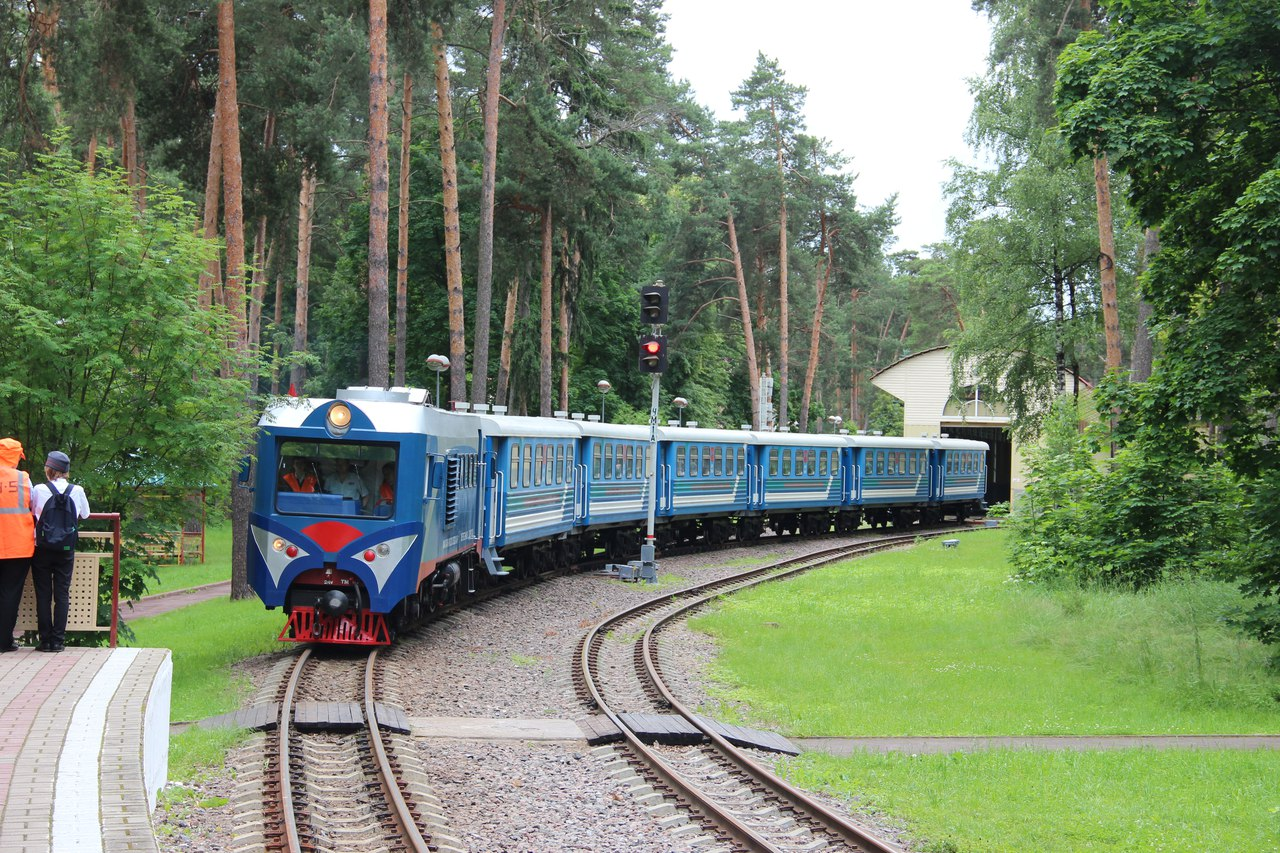
ТУ2-078 выезжает из вагонного депо на станции Пионерская. 2017 год
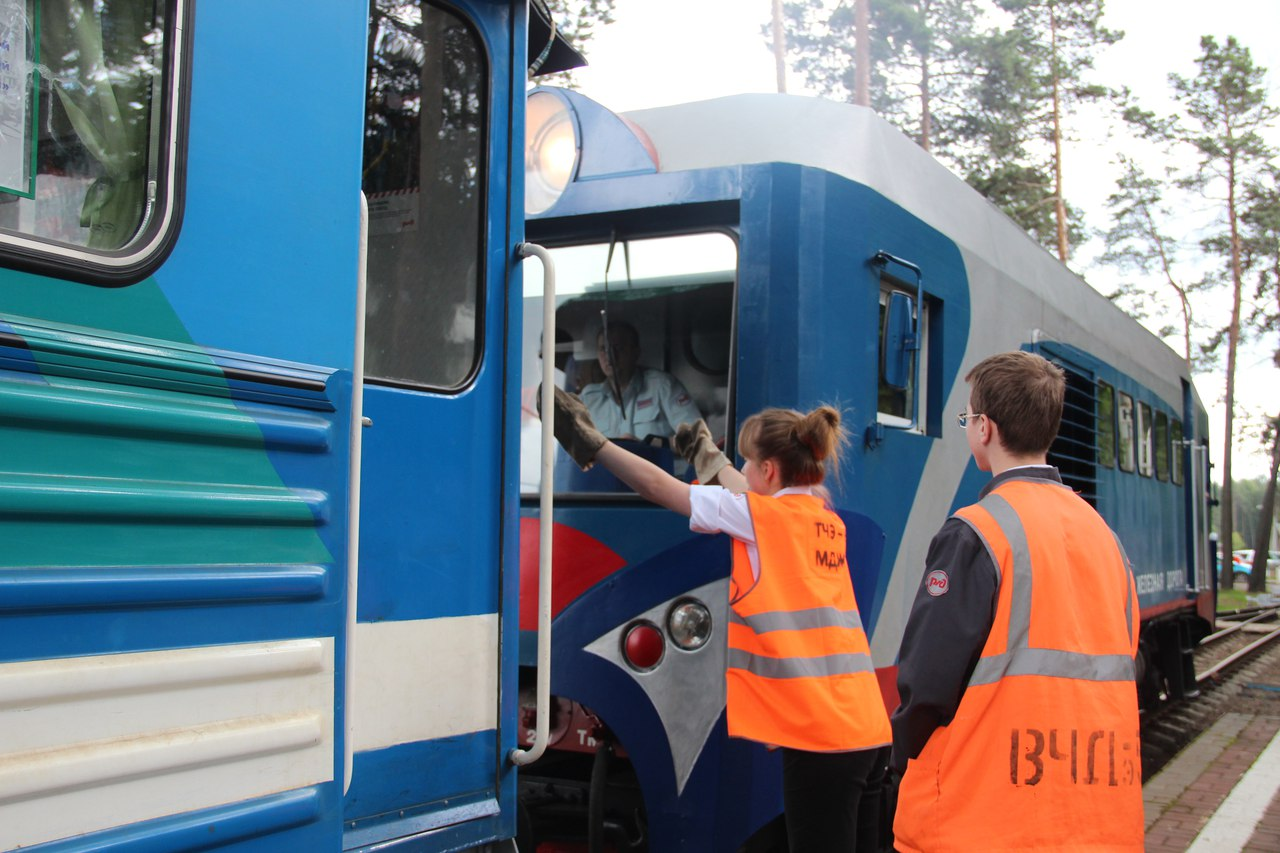
Сцепка тепловоза ТУ2-129 с составом на станции Юность. 2017 год.
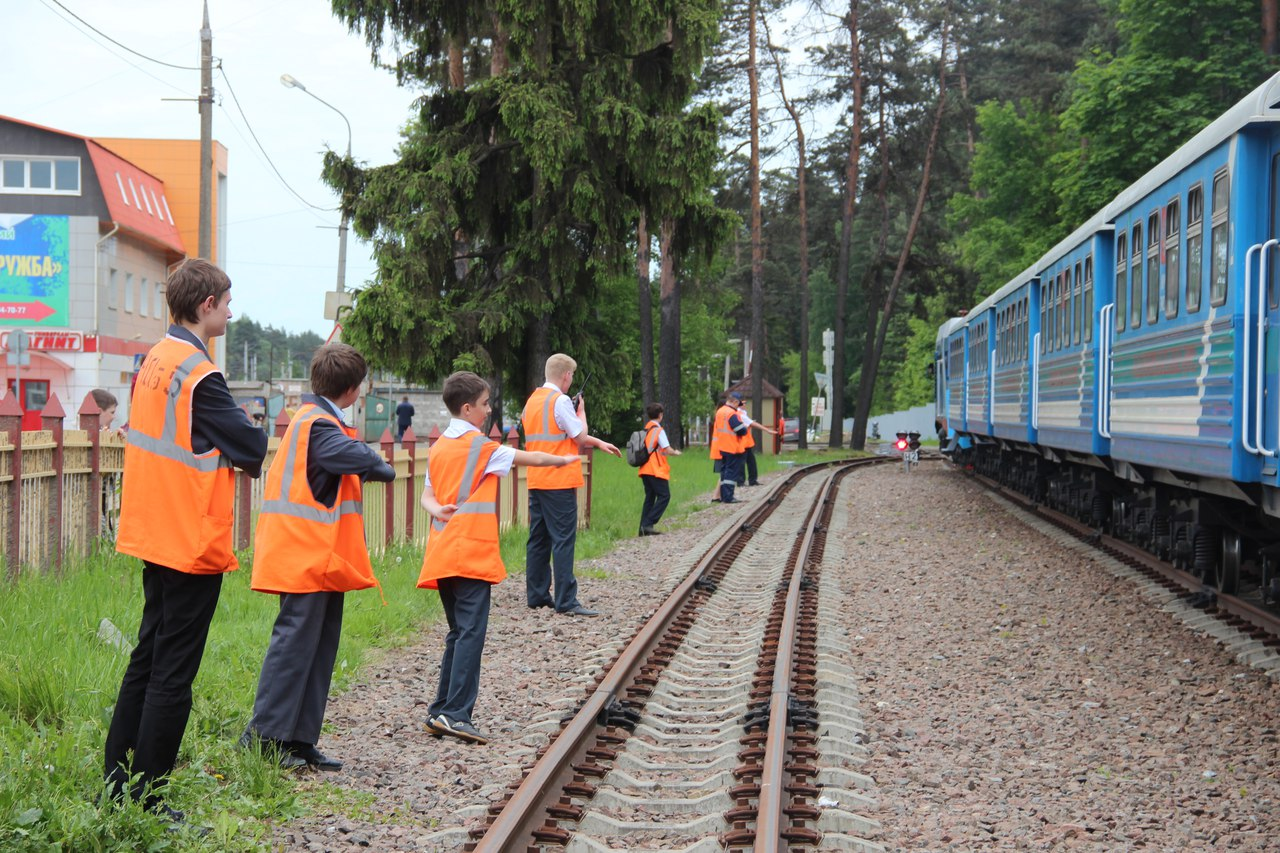
Сокращенное опробование тормозов на станции Юность. 2017 год.
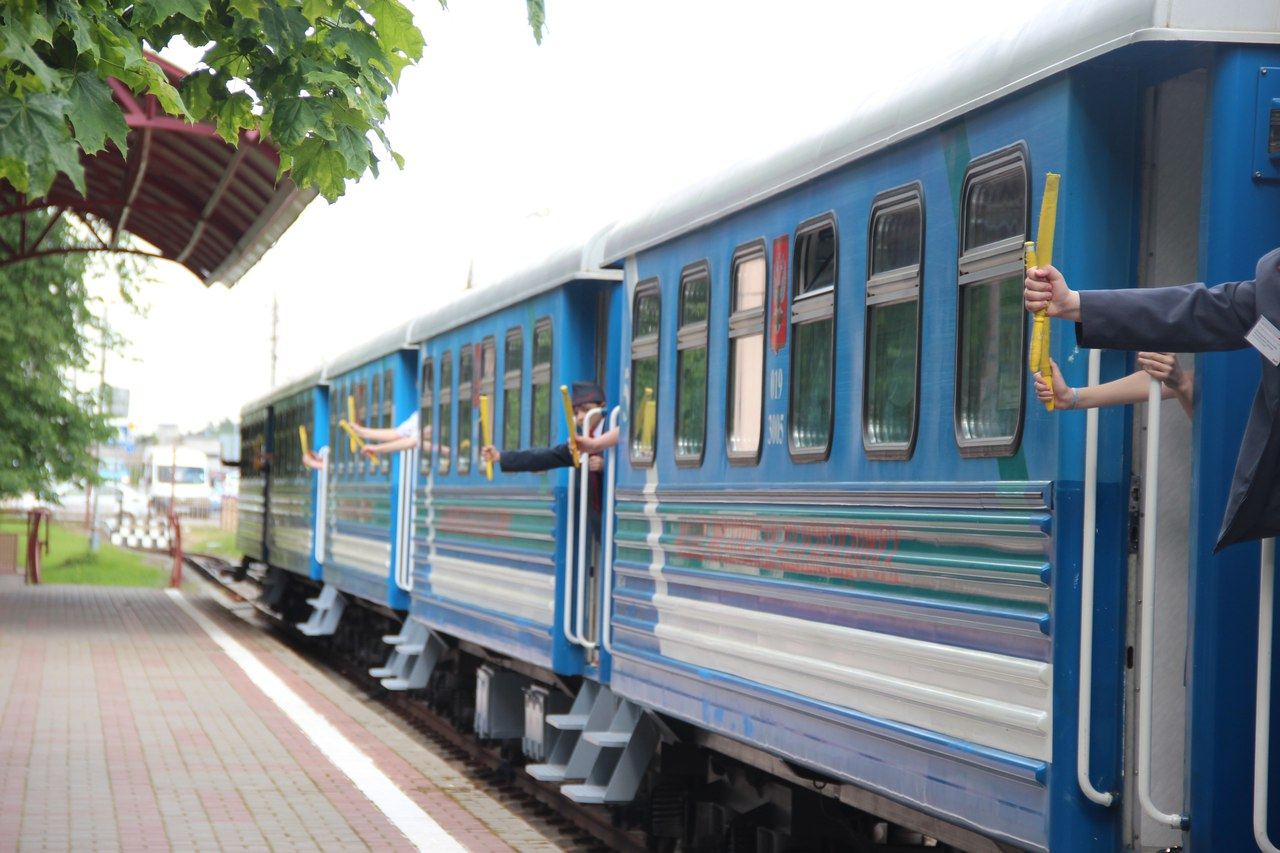
Поезд к отправлению готов! 2017 год.

## Стоимость проезда
По состоянию на июль 2025 год устанавливаются следующие тарифы: